# Hot Space Tour
El Hot Space Tour fue una gira de conciertos por la banda de rock británica Queen promocionando el álbum Hot Space. Duró desde abril hasta noviembre de 1982. De este tour se realizó en DVD en el año 2004 Queen on Fire - Live at the Bowl, el cual fue filmado durante el concierto en el Milton Keynes Super Bowl a las afueras de Londres. También fueron filmados otros conciertos en Japón y Austria que fueron incluidos en el DVD como extras.
Esta gira fue la última en que la banda ofreció conciertos en Norteamérica con su formación clásica. Volverían a hacerlo en el Queen + Paul Rodgers Tour en 2006, ya sin Freddie Mercury, fallecido en 1991, ni John Deacon, retirado desde 1997.
Pese al fracaso comercial del álbum Hot Space, el tour fue un completo éxito.

## Personal
- Freddie Mercury: Voz principal y coros, Piano y Guitarra electro-acústica de 12 cuerdas (Crazy Little Thing Called Love)
- Brian May: Guitarras eléctricas, guitarra electro-acústica de 12 cuerdas (Crazy Little Thing Called Love) y coros
- Roger Taylor: Baterías y coros
- John Deacon: Bajos, guitarra rítmica (Staying Power) y coros (Somebody To Love, Back Chat)

### Extras
- Morgan Fisher: Sintetizadores (durante la manga europea)
- Fred Mandel: Sintetizadores (durante el resto de la gira)

## Repertorio

### Europa
| Gotemburgo, Suecia 1. "Flash's Theme" 2. "The Hero" 3. "Tie Your Mother Down" 4. "Action This Day" 5. "Play The Game" 6. "Staying Power" 7. "Somebody To Love" 8. "Get Down, Make Love" 9. "Instrumental Inferno" 10. "Under Pressure" 11. "Love of my Life" 12. "Save Me" 13. "Fat Bottomed Girls" 14. "Crazy Little Thing Called Love" 15. "Bohemian Rhapsody" 16. "Now I'm Here" 17. "Dragon Attack" 18. "Now I'm Here (Reprise)" Interludio 19. "Another One Bites The Dust" 20. "Sheer Heart Attack" Interludio 21. "We Will Rock You" 22. "We Are The Champions" 23. "God Save The Queen" Estocolmo, Suecia 1. "Flash's Theme" 2. "The Hero" 3. "Tie Your Mother Down" 4. "Action This Day" 5. "Play The Game" 6. "Staying Power" 7. "Somebody To Love" 8. "Get Down, Make Love" 9. "We Will Rock You (Primer Verso)" 10. "Fat Bottomed Girls" 11. "Love Of My Life" 12. "Save Me" 13. "Instrumental Inferno" 14. "Liar" 15. "Not Fade Away" 16. "Crazy Little Thing Called Love" 17. "Bohemian Rhapsody" 18. "Under Pressure" 19. "Now I'm Here" 20. "Dragon Attack" 21. "Now I'm Here (Reprise)" Interludio 22. "Another Bites The Dust" 23. "Sheer Heart Attack" Interludio 24. "We Will Rock You" 25. "We Are The Champions" 26. "God Save The Queen" Drammen, Noruega 1. "Flash's Theme" 2. "The Hero" 3. "Tie Your Mother Down" 4. "Action This Day" 5. "Play The Game" 6. "Somebody To Love" 7. "Staying Power" 8. "Get Down, Make Love" 9. "Now I'm Here" 10. "Dragon Attack" 11. "Guitar Solo" 12. "Now I'm Here (Reprise)" 13. "Under Pressure" 14. "Love Of My Life" 15. "Save Me" 16. "Fat Bottomed Girls" 17. "Crazy Little Thing Called Love" 18. "Bohemian Rhapsody" Interludio 19. "Liar" 20. "Another One Bites The Dust" 21. "Sheer Heart Attack" Interludio 22. "We Will Rock You" 23. "We Are The Champions" 24. "God Save The Queen" Zurich, Suiza (Primera Noche) 1. "Flash's Theme" 2. "The Hero" 3. "Tie Your Mother Down" 4. "Action This Day" 5. "Play The Game" 6. "Somebody To Love" 7. "Staying Power" 8. "Get Down, Make Love" 9. "Liar" 10. "Under Pressure" 11. "Love Of My Life" 12. "Back Chat Improvisation / Save Me" 13. "Fat Bottomed Girls" 14. "Crazy Little Thing Called Love" 15. "Bohemian Rhapsody" 16. "Now I'm Here" 17. "Dragon Attack" Interludio 18. "Another One Bites The Dust" 19. "Sheer Heart Attack" Interludio 20. "We Will Rock You" 21. "We Are The Champions" 22. "God Save The Queen" Zurich, Suiza (Segunda Noche) 1. "Flash's Theme" 2. "The Hero" 3. "Tie Your Mother Down" 4. "Action This Day" 5. "Play The Game" 6. "Staying Power" 7. "Get Down, Make Love" 8. "Guitar Solo" 9. "Back Chat" 10. "Under Pressure" 11. "Love Of My Life" 12. "Save Me" 13. "Fat Bottomed Girls" 14. "Crazy Little Thing Called Love" 15. "Bohemian Rhapsody" 16. "Now I'm Here" 17. "Dragon Attack" 18. "Now I'm Here (Reprise)" Interludio 19. "Another One Bites The Dust" 20. "Sheer Heart Attack" Interludio 21. "We Will Rock You" 22. "We Are The Champions" 23. "God Save The Queen" Paris, Francia (Primera Noche) 1. "Flash's Theme" 2. "The Hero" 3. "Tie Your Mother Down" 4. "Action This Day" 5. "Play The Game" 6. "Staying Power" 7. "Somebody To Love" 8. "Get Down, Make Love" 9. "Under Pressure" 10. "Love Of My Life" 11. "Save Me" 12. "Back Chat" 13. "Fat Bottomed Girls" 14. "Crazy Little Thing Called Love" 15. "Bohemian Rhapsody" 16. "Now I'm Here" 17. "Dragon Attack" 18. "Now I'm Here (Reprise)" Interludio 19. "Another One Bites The Dust" 20. "Sheer Heart Attack" Interludio 21. "We Will Rock You" 22. "We Are The Champions" 23. "God Save The Queen" Lyon, Francia & Bruselas, Bélgica (Primera Noche) 1. "Flash's Theme" 2. "The Hero" 3. "Tie Your Mother Down" 4. "Action This Day" 5. "Play The Game" 6. "Staying Power" 7. "Somebody To Love" 8. "Get Down, Make Love" 9. "Instrumental Inferno" 10. "Guitar Solo" 11. "Under Pressure" 12. "Love Of My Life" 13. "Save Me" 14. "Fat Bottomed Girls" 15. "Crazy Little Thing Called Love" 16. "Bohemian Rhapsody" 17. "Now I'm Here" 18. "Dragon Attack" 19. "Now I'm Here (Reprise)" Interludio 20. "Another One Bites The Dust" 21. "Sheer Heart Attack" Interludio 22. "We Will Rock You" 23. "We Are The Champions" 24. "God Save The Queen" Bruselas, Bélgica (Segunda Noche) 1. "Flash's Theme" 2. "The Hero" 3. "We Will Rock You (Fast)" 4. "Action This Day" 5. "Play The Game" 6. "Staying Power" 7. "Get Down, Make Love" 8. "Guitar Solo" 9. "Under Pressure" 10. "Liar" 11. "Love Of My Life" 12. "Save Me" 13. "Fat Bottomed Girls" 14. "Crazy Little Thing Called Love" 15. "Bohemian Rhapsody" 16. "Now I'm Here" 17. "Dragon Attack" 18. "Now I'm Here (Reprise)" 19. "Tie Your Mother Down" Interludio 20. "Another One Bites The Dust" 21. "Sheer Heart Attack" Interludio 22. "We Will Rock You" 23. "We Are The Champions" 24. "God Save The Queen" Leiden, Holanda (Primera Noche) 1. "Flash's Theme" 2. "The Hero" 3. "Tie Your Mother Down" 4. "Action This Day" 5. "Play The Game" 6. "Staying Power" 7. "Liar" 8. "Love Of My Life" 9. "Save Me" 10. "Get Down, Make Love" 11. "Guitar Solo" 12. "Under Pressure" 13. "Fat Bottomed Girl" 14. "Crazy Little Thing Called Love" 15. "Bohemian Rhapsody" 16. "Now I'm Here" 17. "Dragon Attack" 18. "Now I'm Here (Reprise)" Interludio 19. "Another One Bites The Dust" 20. "Sheer Heart Attack" Interludio 21. "We Will Rock You" 22. "We Are The Champions" 23. "God Save The Queen" Leiden, Holanda (Segunda Noche) 1. "Flash's Theme" 2. "The Hero" 3. "Tie Your Mother Down" 4. "Action This Day" 5. "Play The Game" 6. "Back Chat" 7. "Somebody To Love" 8. "Love Of My Life" 9. "Save Me" 10. "Get Down, Make Love" 11. "Guitar Solo" 12. "Under Pressure" 13. "Fat Bottomed Girl" 14. "Crazy Little Thing Called Love" 15. "Bohemian Rhapsody" 16. "Now I'm Here" 17. "Dragon Attack" 18. "Now I'm Here (Reprise)" Interludio 19. "Another One Bites The Dust" 20. "Sheer Heart Attack" Interludio 21. "We Will Rock You" 22. "We Are The Champions" 23. "God Save The Queen" Frankfurt, Alemania 1. "Flash's Theme" 2. "The Hero" 3. "Tie Your Mother Down" 4. "Action This Day" 5. "Play The Game" 6. "Staying Power" 7. "Somebody To Love" 8. "Liar" 9. "Love Of My Life" 10. "Save Me" 11. "Get Down, Make Love" 12. "Guitar Solo" 13. "Under Pressure" 14. "Fat Bottomed Girls" 15. "Crazy Little Thing Called Love" 16. "Bohemian Rhapsody" 17. "Now I'm Here" 18. "Dragon Attack" 19. "Now I'm Here (Reprise)" Interludio 20. "Another One Bites The Dust" 21. "Sheer Heart Attack" Interlduio 22. "We Will Rock You" 23. "We Are The Champions" 24. "God Save The Queen" Dortmund, Alemania 1. "Flash's Theme" 2. "The Hero" 3. "Tie Your Mother Down" 4. "Action This Day" 5. "Play The Game" 6. "Staying Power" 7. "Somebody To Love" 8. "Love Of My Life" 9. "Save Me" 10. "Get Down, Make Love" 11. "Instrumental Inferno" 12. "Under Pressure" 13. "Fat Bottomed Girls" 14. "Crazy Little Thing Called Love" 15. "Bohemian Rhapsody" 16. "Now I'm Here" 17. "Dragon Attack" 18. "Now I'm Here (Reprise)" Interludio 19. "Another One Bites The Dust" 20. "Sheer Heart Attack" Interludio 21. "We Will Rock You" 22. "We Are The Champions" 23. "God Save The Queen" | Paris (Segunda Noche), Hannover & Colonia (Primera Noche) 1. "Flash's Theme" 2. "The Hero" 3. "Tie Your Mother Down" 4. "Action This Day" 5. "Play The Game" 6. "Staying Power" 7. "Somebody To Love" 8. "Love Of My Life" 9. "Save Me" 10. "Get Down, Make Love" 11. "Instrumental Inferno" 12. "Under Pressure" 13. "Fat Bottomed Girls" 14. "Crazy Little Thing Called Love" 15. "Bohemian Rhapsody" 16. "Now I'm Here" 17. "Dragon Attack" 18. "Now I'm Here (Reprise)" Interludio 19. "Another One Bites The Dust" 20. "We Will Rock You" 21. "We Are The Champions" 22. "God Save The Queen" Colonia (Segunda Noche), Würzburg & Stuttgart 1. "Flash's Theme" 2. "The Hero" 3. "We Will Rock You (Fast)" 4. "Action This Day" 5. "Play The Game" 6. "Back Chat" 7. "Somebody To Love" 8. "Now I'm Here" 9. "Dragon Attack" 10. "Now I'm Here (Reprise)" 11. "Love Of My Life" 12. "Save Me" 13. "Get Down, Make Love" 14. "Instrumental Inferno" 15. "Under Pressure" 16. "Fat Bottomed Girls" 17. "Crazy Little Thing Called Love" 18. "Bohemian Rhapsody" 19. "Tie Your Mother Down" Interludio 20. "Another One Bites The Dust" 21. "We Will Rock You" 22. "We Are The Champions" 23. "God Save The Queen" Vienna, Austria (Primera Noche) 1. "Flash's Theme" 2. "The Hero" 3. "We Will Rock You (Fast)" 4. "Action This Day" 5. "Play The Game" 6. "Staying Power" 7. "Somebody To Love" 8. "Now I'm Here" 9. "Dragon Attack" 10. "Now I'm Here (Reprise)" 11. "Love Of My Life" 12. "Save Me" 13. "Back Chat" 14. "Get Down, Make Love" 15. "Instrumental Inferno" 16. "Under Pressure" 17. "Fat Bottomed Girls" 18. "Crazy Little Thing Called Love" 19. "Bohemian Rhapsody" 20. "Tie Your Mother Down" Interludio 21. "Another One Bites The Dust" 22. "We Will Rock You" 23. "We Are The Champions" 24. "God Save The Queen" Vienna, Austria (Segunda Noche) 1. "Flash's Theme" 2. "The Hero" 3. "Action This Day" 4. "Play The Game" 5. "Staying Power" 6. "Somebody To Love" 7. "Now I'm Here" 8. "Dragon Attack" 9. "Now I'm Here (Reprise)" 10. "Love Of My Life" 11. "Save Me" 12. "Body Language" 13. "Get Down, Make Love" 14. "Instrumental Inferno" 15. "Under Pressure" 16. "Fat Bottomed Girls" 17. "Crazy Little Thing Called Love" 18. "Bohemian Rhapsody" 19. "Tie Your Mother Down" Interludio 20. "Another One Bites The Dust" 21. "Sheer Heart Attack" Interludio 22. "We Will Rock You" 23. "We Are The Champions" 24. "God Save The Queen" Berlin, Alemania 1. "Flash's Theme" 2. "The Hero" 3. "We Will Rock You (Fast)" 4. "Action This Day" 5. "Play The Game" 6. "Staying Power" 7. "Somebody To Love" 8. "Now I'm Here" 9. "Dragon Attack" 10. "Now I'm Here (Reprise)" 11. "Love Of My Life" 12. "Save Me" 13. "Get Down, Make Love" 14. "Instrumental Inferno" 15. "Under Pressure" 16. "Body Language" 17. "Back Chat" 18. "Fat Bottomed Girls" 19. "Crazy Little Thing Called Love" 20. "Bohemian Rhapsody" 21. "Tie Your Mother Down" Interludio 22. "Another One Bites The Dust" 23. "We Will Rock You" 24. "We Are The Champions" 25. "God Save The Queen" Hamburgo, Alemania 1. "Flash's Theme" 2. "The Hero" 3. "We Will Rock You (Fast)" 4. "Action This Day" 5. "Play The Game" 6. "Staying Power" 7. "Somebody To Love" 8. "Now I'm Here" 9. "Dragon Attack" 10. "Now I'm Here (Reprise)" 11. "Love Of My Life" 12. "Save Me" 13. "Get Down, Make Love" 14. "Instrumental Inferno" 15. "Under Pressure" 16. "Fat Bottomed Girls" 17. "Crazy Little Thing Called Love" 18. "Bohemian Rhapsody" 19. "Tie Your Mother Down" Interludio 20. "Another One Bites The Dust" 21. "We Will Rock You" 22. "We Are The Champions" 23. "God Save The Queen" Kassel, Alemania, Munich, Alemania (Primera Noche) & Munich, Alemania (Segunda Noche) 1. "Flash's Theme" 2. "The Hero" 3. "Sheer Heart Attack" 4. "Action This Day" 5. "Play The Game" 6. "Staying Power" 7. "Somebody To Love" 8. "Now I'm Here" 9. "Dragon Attack" 10. "Now I'm Here (Reprise)" 11. "Love Of My Life" 12. "Save Me" 13. "Get Down, Make Love" 14. "Instrumental Inferno" 15. "Under Pressure" 16. "Fat Bottomed Girls" 17. "Crazy Little Thing Called Love" 18. "Bohemian Rhapsody" 19. "Tie Your Mother Down" Interludio 20. "Another One Bites The Dust" 21. "We Will Rock You" 22. "We Are The Champions" 23. "God Save The Queen" Leeds, Inglaterra 1. "Flash's Theme" 2. "The Hero" 3. "We Will Rock You (Fast)" 4. "Action This Day" 5. "Play The Game" 6. "Staying Power" 7. "Somebody To Love" 8. "Now I'm Here" 9. "Dragon Attack" 10. "Now I'm Here (Reprise)" 11. "Love Of My Life" 12. "Save Me" 13. "Back Chat" 14. "Get Down, Make Love" 15. "Guitar Solo" 16. "Under Pressure" 17. "Fat Bottomed Girls" 18. "Crazy Little Thing Called Love" 19. "Bohemian Rhapsody" 20. "Tie Your Mother Down" Interludio 21. "Another One Bites The Dust" 22. "Sheer Heart Attack" Interludio 23. "We Will Rock You" 24. "We Are The Champions" 25. "God Save The Queen" Edimburgo, Escocia (Primera Noche) 1. "Flash's Theme" 2. "The Hero" 3. "We Will Rock You (Fast)" 4. "Action This Day" 5. "Play The Game" 6. "Staying Power" 7. "Somebody To Love" 8. "Now I'm Here" 9. "Dragon Attack" 10. "Now I'm Here (Reprise)" 11. "Love Of My Life" 12. "Save Me" 13. "Back Chat" 14. "Get Down, Make Love" 15. "Guitar Solo" 16. "Under Pressure" 17. "Fat Bottomed Girls" 18. "Crazy Little Thing Called Love" 19. "Bohemian Rhapsody" 20. "Tie Your Mother Down" Interludio 21. "Another One Bites The Dust" 22. "We Will Rock You" 23. "We Are The Champions" 24. "God Save The Queen" Edimburgo, Escocia (Segunda Noche) 1. "Flash's Theme" 2. "The Hero" 3. "We Will Rock You (Fast)" 4. "Action This Day" 5. "Play The Game" 6. "Staying Power" 7. "Somebody To Love" 8. "Now I'm Here" 9. "Dragon Attack" 10. "Now I'm Here (Reprise)" 11. "Love Of My Life" 12. "Save Me" 13. "Get Down, Make Love" 14. "Guitar Solo" 15. "Under Pressure" 16. "Fat Bottomed Girls" 17. "Crazy Little Thing Called Love" 18. "Bohemian Rhapsody" 19. "Tie Your Mother Down" Interludio 20. "Another One Bites The Dust" 21. "Sheer Heart Attack" Interludio 22. "We Will Rock You" 23. "We Are The Champions" 24. "God Save The Queen" Milton Keynes, Inglaterra 1. "Flash's Theme" 2. "The Hero" 3. "We Will Rock You (Fast)" 4. "Action This Day" 5. "Play The Game" 6. "Staying Power" 7. "Somebody To Love" 8. "Now I'm Here" 9. "Dragon Attack" 10. "Now I'm Here (Reprise)" 11. "Love Of My Life" 12. "Save Me" 13. "Back Chat" 14. "Get Down, Make Love" 15. "Guitar Solo" 16. "Under Pressure" 17. "Fat Bottomed Girls" 18. "Crazy Little Thing Called Love" 19. "Bohemian Rhapsody" 20. "Tie Your Mother Down" Interludio 21. "Another One Bites The Dust" 22. "Sheer Heart Attack" Interludio 23. "We Will Rock You" 24. "We Are The Champions" 25. "God Save The Queen" |

### Norteamérica
| Montreal, Quebec & Boston, Massachusetts 1. "Flash's Theme" 2. "Rock It (Prime Jive)" 3. "We Will Rock You (Fast)" 4. "Action This Day" 5. "Play The Game" 6. "Staying Power" 7. "Now I'm Here" 8. "Dragon Attack" 9. "Now I'm Here (Reprise)" 10. "Save Me" 11. "Calling All Girls" 12. "Back Chat" 13. "Get Down, Make Love" 14. "Guitar Solo" 15. "Under Pressure" 16. "Fat Bottomed Girls" 17. "Crazy Little Thing Called Love" 18. "Bohemian Rhapsody" 19. "Tie Your Mother Down" Interludio 20. "Body Language" 21. "Another One Bites The Dust" Interludio 22. "We Will Rock You" 23. "We Are The Champions" 24. "God Save The Queen" Philadelphia, Pennsylvania, Washington, D.C. & Nueva York, Nueva York (Primera Noche) 1. "Flash's Theme" 2. "Rock It (Prime Jive)" 3. "We Will Rock You (Fast)" 4. "Action This Day" 5. "Play The Game" 6. "Staying Power" 7. "Now I'm Here" 8. "Dragon Attack" 9. "Now I'm Here (Reprise)" 10. "Save Me" 11. "Calling All Girls" 12. "Get Down, Make Love" 13. "Instrumental Inferno" 14. "Body Language" 15. "Under Pressure" 16. "Fat Bottomed Girls" 17. "Crazy Little Thing Called Love" 18. "Bohemian Rhapsody" 19. "Tie Your Mother Down" Interludio 20. "Another One Bites The Dust" Interludio 21. "We Will Rock You" 22. "We Are The Champions" 23. "God Save The Queen" Nueva York, Nueva York (Segunda Noche) / Toronto, Ontario (Segunda Noche) / Indianapolis, Indiana / Detroit, Michigan / Cincinnati, Ohio / New Haven, Connecticut / Hoffman Estates, Illinois (Segunda Noche) 1. "Flash's Theme" 2. "Rock It (Prime Jive)" 3. "We Will Rock You (Fast)" 4. "Action This Day" 5. "Play The Game" 6. "Somebody To Love" 7. "Now I'm Here" 8. "Dragon Attack" 9. "Now I'm Here (Reprise)" 10. "Save Me" 11. "Calling All Girls" 12. "Get Down, Make Love" 13. "Instrumental Inferno" 14. "Body Language" 15. "Under Pressure" 16. "Fat Bottomed Girls" 17. "Crazy Little Thing Called Love" 18. "Bohemian Rhapsody" 19. "Tie Your Mother Down" Interludio 20. "Another One Bites The Dust" Interludio 21. "We Will Rock You" 22. "We Are The Champions" 23. "God Save The Queen" Toronto, Ontario (Primera Noche) 1. "Flash's Theme" 2. "Rock It (Prime Jive)" 3. "We Will Rock You (Fast)" 4. "Action This Day" 5. "Play The Game" 6. "Staying Power" 7. "Now I'm Here" 8. "Dragon Attack" 9. "Now I'm Here (Reprise)" 10. "Save Me" 11. "Calling All Girls" 12. "Get Down, Make Love" 13. "Instrumental Inferno" 14. "Guitar Solo" 15. "Body Language" 16. "Under Pressure" 17. "Fat Bottomed Girls" 18. "Crazy Little Thing Called Love" 19. "Bohemian Rhapsody" 20. "Tie Your Mother Down" Interludio 21. "Another One Bites The Dust" Interludio 22. "We Will Rock You" 23. "We Are The Champions" 24. "God Save The Queen" | East Rutherford, Nueva Jersey 1. "Flash's Theme" 2. "Rock It (Prime Jive)" 3. "We Will Rock You (Fast)" 4. "Action This Day" 5. "Play The Game" 6. "Staying Power" 7. "Now I'm Here" 8. "Dragon Attack" 9. "Now I'm Here (Reprise)" 10. "Save Me" 11. "Calling All Girls" 12. "Get Down, Make Love" 13. "Instrumental Inferno" 14. "Guitar Solo" 15. "Body Language" 16. "Under Pressure" 17. "Fat Bottomed Girls" 18. "Crazy Little Thing Called Love" 19. "Bohemian Rhapsody" 20. "Tie Your Mother Down" Interludio 21. "Another One Bites The Dust" Interludio 22. "We Will Rock You" 23. "We Are The Champions" 24. "God Save The Queen" Hoffman Estates, Illinois (Primera Noche) 1. "Flash's Theme" 2. "Rock It (Prime Jive)" 3. "We Will Rock You (Fast)" 4. "Action This Day" 5. "Play The Game" 6. "Calling All Girls" 7. "Now I'm Here" 8. "Dragon Attack" 9. "Save Me" 10. "Get Down, Make Love" 11. "Instrumental Inferno" 12. "Guitar Solo" 13. "Body Language" 14. "Under Pressure" 15. "Life Is Real (Song For Lennon)" 16. "Fat Bottomed Girls" 17. "Crazy Little Thing Called Love" 18. "Bohemian Rhapsody" 19. "Tie Your Mother Down" Interludio 20. "Another One Bites The Dust" Interludio 21. "We Will Rock You" 22. "We Are The Champions" 23. "God Save The Queen" Oakland, California 1. "Flash's Theme" 2. "Rock It (Prime Jive)" 3. "We Will Rock You (Fast)" 4. "Action This Day" 5. "Play The Game" 6. "Calling All Girls" 7. "Now I'm Here" 8. "Put Out The Fire" 9. "Dragon Attack" 10. "Now I'm Here (Reprise)" 11. "Save Me" 12. "Get Down, Make Love" 13. "Instrumental Inferno" 14. "Body Langauage" 15. "Under Pressure" 16. "Fat Bottomed Girls" 17. "Crazy Little Thing Called Love" 18. "Bohemian Rhapsody" 19. "Tie Your Mother Down" Interludio 20. "Another One Bites The Dust" Interludio 21. "We Will Rock You" 22. "We Are The Champions" 23. "God Save The Queen" St Paul, Minnesota / Biloxi, Mississippi / Houston, Texas / Dallas, Texas / Atlanta, Georgia / Oklahoma City, Oklahoma / Kansas City, Kansas / Dever, Colorado / Portland, Oregon / Seattle, Washington / Vancouver, Columbia Británica / Phoenix, Arizona / Irvine, California (Primera Noche) / Irvine, California (Segunda Noche) / Inglewood, California (Primera Noche) / Inglewood, California (Segunda Noche) 1. "Flash's Theme" 2. "Rock It (Prime Jive)" 3. "We Will Rock You (Fast)" 4. "Action This Day" 5. "Play The Game" 6. "Calling All Girls" 7. "Now I'm Here" 8. "Dragon Attack" 9. "Now I'm Here (Reprise)" 10. "Get Down, Make Love" 11. "Instrumental Inferno" 12. "Body Language" 13. "Under Pressure" 14. "Fat Bottomed Girls" 15. "Crazy Little Thing Called Love" 16. "Bohemian Rhapsody" 17. "Tie Your Mother Down" Interludio 18. "Another One Bites The Dust" Interludio 19. "We Will Rock You" 20. "We Are The Champions" 21. "God Save The Queen" |

### Japón
| Fukuoka (Primera Noche) 1. "Flash's Theme" 2. "The Hero" 3. "We Will Rock You (Fast)" 4. "Action This Day" 5. "Play The Game" 6. "Somebody To Love" 7. "Now I'm Here" 8. "Put Out The Fire" 9. "Dragon Attack" 10. "Now I'm Here (Reprise)" 11. "Love Of My Life" 12. "Save Me" 13. "Get Down Make Love" 14. "Instrumental Inferno" 15. "Calling All Girls" 16. "Back Chat" 17. "Body Language" 18. "Under Pressure" 19. "Fat Bottomed Girls" 20. "Crazy Little Thing Called Love" 21. "Saturday Night's Alright For Fighting" 22. "Bohemian Rhapsody" 23. "Tie Your Mother Down" Interludio 24. "We Will Rock You" 25. "We Are The Champions" 26. "God Save The Queen" Fukuoka (Segunda Noche) 1. "Flash's Theme" 2. "The Hero" 3. "We Will Rock You (Fast)" 4. "Action This Day" 5. "Play The Game" 6. "Somebody To Love" 7. "Now I'm Here" 8. "Put Out The Fire" 9. "Dragon Attack" 10. "Now I'm Here (Reprise)" 11. "Love Of My Life" 12. "Save Me" 13. "Get Down Make Love" 14. "Instrumental Inferno" 15. "Calling All Girls" 16. "Back Chat" 17. "Body Language" 18. "Under Pressure" 19. "Fat Bottomed Girls" 20. "Crazy Little Thing Called Love" 21. "Bohemian Rhapsody" 22. "Tie Your Mother Down" Interludio 23. "Another One Bites The Dust" Interludio 24. "We Will Rock You" 25. "We Are The Champions" 26. "God Save The Queen" Nishinomiya 1. "Flash's Theme" 2. "The Hero" 3. "We Will Rock You (Fast)" 4. "Action This Day" 5. "Somebody To Love" 6. "Calling All Girls" 7. "Now I'm Here" 8. "Put Out The Fire" 9. "Dragon Attack" 10. "Now I'm Here (Reprise)" 11. "Love Of My Life" 12. "Save Me" 13. "Get Down Make Love" 14. "Instrumental Inferno" 15. "Body Language" 16. "Under Pressure" 17. "Fat Bottomed Girls" 18. "Crazy Little Thing Called Love" 19. "Spread Your Wings" 20. "Saturday Night's Alright For Fighting" 21. "Bohemian Rhapsody" 22. "Tie Your Mother Down" Interludio 23. "Another One Bites The Dust" 24. "Jailhouse Rock" 25. "Whole Lotta Shakin' Goin' On" 26. "Jailhouse Rock (Reprise)" Interludio 27. "We Will Rock You" 28. "We Are The Champions" 29. "God Save The Queen" | Nagoya 1. "Flash's Theme" 2. "Rock It (Prime Jive)" 3. "We Will Rock You (Fast)" 4. "Action This Day" 5. "Play The Game" 6. "Calling All Girls" 7. "Now I'm Here" 8. "Put Out The Fire" 9. "Dragon Attack" 10. "Now I'm Here (Reprise)" 11. "Love Of My Life" 12. "Save Me" 13. "Get Down Make Love" 14. "Guitar Solo" 15. "Body Language" 16. "Under Pressure" 17. "Fat Bottomed Girls" 18. "Teo Torriatte (Let Us Cling Together)" 19. "Crazy Little Thing Called Love" 20. "Bohemian Rhapsody" 21. "Tie Your Mother Down" Interludio 22. "Another One Bites The Dust" Interludio 23. "We Will Rock You" 24. "We Are The Champions" 25. "God Save The Queen" Sapporo 1. "Flash's Theme" 2. "Rock It (Prime Jive)" 3. "We Will Rock You (Fast)" 4. "Action This Day" 5. "Play The Game" 6. "Calling All Girls" 7. "Now I'm Here" 8. "Put Out The Fire" 9. "Dragon Attack" 10. "Now I'm Here (Reprise)" 11. "Love Of My Life" 12. "Teo Torriatte (Let Us Cling Together)" 13. "Get Down Make Love" 14. "Guitar Solo" 15. "Body Language" 16. "Under Pressure" 17. "Fat Bottomed Girls" 18. "Crazy Little Thing Called Love" 19. "Bohemian Rhapsody" 20. "Tie Your Mother Down" Interludio 21. "Another One Bites The Dust" Interludio 22. "We Will Rock You" 23. "We Are The Champions" 24. "God Save The Queen" Tokorozawa 1. "Flash's Theme" 2. "The Hero" 3. "We Will Rock You (Fast)" 4. "Action This Day" 5. "Play The Game" 6. "Calling All Girls" 7. "Now I'm Here" 8. "Put Out The Fire" 9. "Dragon Attack" 10. "Now I'm Here (Reprise)" 11. "Love Of My Life" 12. "Save Me" 13. "Get Down Make Love" 14. "'Guitar Solo" 15. "Body Language" 16. "Under Pressure" 17. "Fat Bottomed Girls" 18. "Crazy Little Thing Called Love" 19. "Bohemian Rhapsody" 20. "Tie Your Mother Down" 21. "Teo Torriatte" Interludio 22. "Another One Bites The Dust" Interludio 23. "We Will Rock You" 24. "We Are The Champions" 25. "God Save The Queen" |

## Fechas del Tour
| Fecha                         | Ciudad             | País           | Lugar                        |
| ----------------------------- | ------------------ | -------------- | ---------------------------- |
| Primera Manga - Europa        |                    |                |                              |
| 9 de abril de 1982            | Gotemburgo         | Suecia         | Scandinavium                 |
| 10 de abril de 1982           | Estocolmo          | Suecia         | Ice Stadium                  |
| 12 de abril de 1982           | Drammen            | Noruega        | Drammenshallen               |
| 16 y 17 de abril de 1982      | Zúrich             | Suiza          | Hallenstadion                |
| 19 de abril de 1982           | París              | Francia        | Palais des Sports            |
| 20 de abril de 1982           | Lyon               | Francia        | Palais des Sports            |
| 22 y 23 de abril de 1982      | Bruselas           | Bélgica        | Forest National              |
| 24 y 25 de abril de 1982      | Leiden             | Holanda        | Groenoordhallen              |
| 27 de abril de 1982           | Pécs               | Hungría        | Lauber Dezső Sports Hall     |
| 28 de abril de 1982           | Fráncfort del Meno | Alemania       | Festhalle                    |
| 1 de mayo de 1982             | Dortmund           | Alemania       | Westfalenhalle               |
| 3 de mayo de 1982             | París              | Francia        | Palais des Sports            |
| 5 de mayo de 1982             | Hanóver            | Alemania       | Eilenriedehalle              |
| 6 y 7 de mayo de 1982         | Colonia            | Alemania       | Sporthalle                   |
| 9 de mayo de 1982             | Wurzburgo          | Alemania       | Carl-Diem Halle              |
| 10 de mayo de 1982            | Stuttgart          | Alemania       | Sporthalle                   |
| 12 y 13 de mayo de 1982       | Viena              | Austria        | Stadthalle                   |
| 15 de mayo de 1982            | Berlín             | Alemania       | Waldbühne                    |
| 16 de mayo de 1982            | Hamburgo           | Alemania       | Ernst-Merck-Halle            |
| 18 de mayo de 1982            | Kassel             | Alemania       | Eissporthalle                |
| 21 y 22 de mayo de 1982       | Múnich             | Alemania       | Olympiahalle                 |
| 23 de mayo de 1982            | Dresde             | Alemania       | Ópera Semper                 |
| 24 de mayo de 1982            | Leipzig            | Alemania       | Haus Auensee                 |
| 29 de mayo de 1982            | Leeds              | Reino Unido    | Elland Road Football Stadium |
| 01 y 2 de junio de 1982       | Edimburgo          | Reino Unido    | Ingliston Showground         |
| 5 de junio de 1982            | Milton Keynes      | Reino Unido    | National Bowl                |
| Segunda Manga - Norteamérica  |                    |                |                              |
| 21 de julio de 1982           | Montreal           | Canadá         | Forum                        |
| 23 de julio de 1982           | Boston             | Estados Unidos | Garden                       |
| 24 de julio de 1982           | Filadelfia         | Estados Unidos | Wachovia Spectrum            |
| 25 de julio de 1982           | Washington         | Estados Unidos | Capitol Centre               |
| 27 y 28 de julio de 1982      | Nueva York         | Estados Unidos | Madison Square Garden        |
| 31 de julio de 1982           | Richfields         | Estados Unidos | Coliseum                     |
| 02 y 3 de agosto de 1982      | Toronto            | Canadá         | Maple Leaf Gardens           |
| 5 de agosto de 1982           | Indianápolis       | Estados Unidos | Market Square Arena          |
| 6 de agosto de 1982           | Detroit            | Estados Unidos | Joe Louis Arena              |
| 9 de agosto de 1982           | East Rutherford    | Estados Unidos | Brendan Byrne Arena          |
| 10 de agosto de 1982          | New Haven          | Estados Unidos | Coliseum                     |
| 13 y 14 de agosto de 1982     | Hoffman Estates    | Estados Unidos | Poplar Creek Music Theater   |
| 15 de agosto de 1982          | San Pablo          | Estados Unidos | Cetro Cívico                 |
| 19 de agosto de 1982          | Biloxi             | Estados Unidos | Centro Cívico                |
| 20 de agosto de 1982          | Houston            | Estados Unidos | Summit                       |
| 21 de agosto de 1982          | Dallas             | Estados Unidos | Reunión                      |
| 24 de agosto de 1982          | Atlanta            | Estados Unidos | Omni                         |
| 27 de agosto de 1982          | Oklahoma City      | Estados Unidos | Myriad                       |
| 28 de agosto de 1982          | Kansas City        | Estados Unidos | Kemper Arena                 |
| 30 de agosto de 1982          | Denver             | Estados Unidos | McNichols Arena              |
| 2 de septiembre de 1982       | Portland           | Estados Unidos | Coliseum                     |
| 3 de septiembre de 1982       | Seattle            | Estados Unidos | Coliseum                     |
| 4 de septiembre de 1982       | Vancouver          | Canadá         | PNE Coliseum                 |
| 7 de septiembre de 1982       | Oakland            | Estados Unidos | Coliseum                     |
| 10 de septiembre de 1982      | Phoenix            | Estados Unidos | Veteran Memorial Coliseum    |
| 11 y 12 de septiembre de 1982 | Irvine             | Estados Unidos | Irvine Meadows               |
| 14 y 15 de septiembre de 1982 | Inglewood          | Estados Unidos | Forum                        |
| Tercera Manga - Japón         |                    |                |                              |
| 19 y 20 de octubre de 1982    | Fukuoka            | Japón          | Kyuden Auditorium            |
| 24 de octubre de 1982         | Nishinomiya        | Japón          | Hankyu Nishinomiya Stadium   |
| 26 de octubre de 1982         | Nagoya             | Japón          | Kosusai Tenjijo              |
| 29 de octubre de 1982         | Sapporo            | Japón          | Hokkaidoritso Sangyo         |
| 3 de noviembre de 1982        | Tokorozawa         | Japón          | Seibu Lions Stadium          |